# Camponotus baronii
Camponotus baronii é uma espécie de inseto do gênero Camponotus, pertencente à família Formicidae.